# 北条貞将
北条 貞将（ほうじょう さだゆき）は、鎌倉時代末期の金沢流北条氏の武将。鎌倉幕府第17代執権であったとする説もある（後述）。鎌倉幕府15代執権・北条貞顕の嫡男。母は北条時村の娘。屋号を用いて金沢 貞将（かねさわ さだゆき）とも呼ばれる。
鎌倉時代末期の倒幕運動の中で幕府軍の将として各地を転戦して活躍したが、新田義貞軍に敗れてこの時、父と同じく壮烈な最期を遂げた。

## 生涯
乾元元年（1302年）生まれと推定されている。兄に顕助がいるが庶子扱いされているので、正室（北条時村の娘）の長男である貞将が嫡子である。
文保2年 （1318年）、評定衆となり、引付五番頭人などを務める（『金沢文庫古文書』）。この頃に出自は不明であるが正室を迎えている。またこの頃には従五位下の位階と右馬権頭の官位を持っていたとされ、文保2年の6月25日に評定衆に列し、官途奉行を兼任した。12月には引付衆5番頭に就任している。
正中元年（1324年）9月19日、正中の変が発生すると、11月16日に六波羅探題南方となり上洛するが、この時に貞将は5000騎の軍勢を率いて上洛した（『花園天皇宸記』）。貞将は以後、執権探題として京都の動静を探り職務を遂行していった。上洛してわずか3日後に六条坊門猪熊から出火した火事を鎮火している。正中3年（1326年）3月、鎌倉にいる父貞顕が嘉暦の騒動により出家。嘉暦4年（1329年）8月1日に越後守から武蔵守に転任する。
元徳元年（1329年）より父の貞顕の根回しもあり、元徳2年（1330年）4月に探題職辞任が決定し、7月11日に正式に辞任して京都を出発した。鎌倉に帰還した後の7月24日に引付1番頭人に任じられる。
元弘3年/正慶2年（1333年）5月8日、新田義貞が隠岐を脱出した後醍醐天皇に呼応して上野新田庄の生品神社で挙兵すると、10日に幕府軍の大将として防衛のため下総下河辺荘を目指して進発し、六浦庄で軍勢を整えたが、武蔵鶴見川付近（横浜市鶴見区）で義貞に与した従兄の千葉貞胤や小山秀朝の軍勢に敗れて鎌倉に引き返した。
鎌倉に戻ると鶴見の敗戦より軍勢を再編成していたが、洲崎の戦いで執権の赤橋守時軍が新田軍に敗れて壊滅すると、守時軍に代わって巨福呂坂を防備する。ここには新田氏の一族である堀口貞満に攻められ、戦いは5月20日から5月22日まで激しく攻め続いたという（『有浦家文書』）。
軍記物語『太平記』巻第10の「大仏貞直金沢貞将討死事」では貞将軍は連戦で兵力が800人にまで減少し、自身も七か所に傷を負ったため、北条一門の篭る東勝寺に撤退して得宗の北条高時に最後の挨拶を行なった。この時に高時からそれまでの忠義を賞されて、六波羅探題の両探題職と相模守を与えられたとしている。だが、当時の貞将は引付頭人1番の職にあり、また六波羅探題職もかつて在職経験があるため逆に左遷に近い恩賞を与えられている事になる（恩賞になるのであれば父・貞顕と同じ連署か執権への就任だけである）。それゆえ、『太平記』記述の両探題職は当時の著『沙汰未練書』の記述から六波羅探題ではなく、もう一つの意味の執権・連署を指しており、連署には北条茂時がいる一方で赤橋守時の戦死によって執権が空席の状況下、武蔵守から執権のほとんどが任官する相模守への異動により、執権（第17代執権）に任用されたと解する説がある。もっとも、『太平記』はあくまで軍記物語であり、記述には創作や誇張が多く含まれていることも考慮が必要である。
その後、貞将は「冥土への思い出になるでしょう」と御教書を受け取って戦場に戻り、新田軍に対して突撃を敢行し、嫡男の忠時ら多くの金沢一族と共に戦死した。その最期は『太平記』に壮烈な描写で記されており、高時から与えられた御教書の裏に「棄我百年命報公一日恩」（我が百年の命を棄てて公が一日の恩に報ず）と大文字で書き、それを鎧に引き合わせ（胴の合わせ目）に入れたのち、敵の大軍に突撃して討死にしたという。その姿に敵味方問わず感銘を受けたとされる。

## 経歴
※日付＝旧暦
- 年月日不詳、従五位下左馬助に叙任。
- 年月日不詳、右馬権頭に転任。
- 文保2年（1318年）6月25日、幕府評定衆就任。官途奉行兼帯。同年12月、五番引付頭人兼帯。
- 元応元年（1319年）閏7月13日、四番引付頭人に異動。
- 元亨2年（1322年）7月12日、四番引付頭人辞職。
- 正中元年（1324年）、11月16日、六波羅探題南方に赴任。時に越後守。
- 嘉暦4年（1329年）8月1日、武蔵守に転任。※武家年代記（増補続史料大成）では、1326年9月4日とする。
- 元徳2年（1330年）7月11日、六波羅探題退任。7月24日、一番引付頭人に異動。
- 元弘3年（1333年）5月22日、執権赤橋守時戦死（5月18日）に伴い、北条高時より北条家のあとを託され、相模守を称する。